# ساو جواو دو إيفاي
ساو جواو دو إيفاي بلدية في ولاية بارانا في المنطقة الجنوبية من البرازيل.